# FK Bor
El FK Bor es un equipo de fútbol de Serbia que juega en la Zona Pomoravsko-Timocka, la cuarta liga de fútbol más importante del país.

## Historia
Fue fundado en el año 1919 en la ciudad de Bor como un club multideportivo serbio-francés llamado AS Bor y dirogido por la compañía minera RTB Bor. Jugaron su primer partido oficial en 1920 y su primer entrenador fue un francés de apellido Gallois, quien formó parte de Francia.
Al inicio de la Segunda Guerra Mundial cambiaron su nombre por BSK, siendo el club más exitoso del este de Serbia y con buenos resultados en los primeros torneos de fútbol de la región.
En 1946 se fusionaron con el Bor FK para crear al Radnicki Bor, cambiando su nombre por el actual cuando participarn en las primeras competiciones orrganizadas en el periodo de posguerra, y al mismo tiempo añadieron el nombre rudarski para llamarse RFK Bor.
El club participó una gran cantidad de veces en la Primera Liga de Yugoslavia, en la que jugó más de 200 partidos, aunque con saldo negativo, y estuvo en una final de la Copa de Yugoslavia, la cual perdieron ante el Estrella Roja de Belgrado 0-7, pero como el Estrella Roja había clasificado para la Copa Europea de Clubes, el RFK Bor pudo jugar su primer torneo internacional, la Recopa de Europa 1968-69. en la Segunda Liga de Yugoslavia jugaron más de 550 partidos con saldo positivo.
Luego de la separación de Yugoslavia, el club pasó por un periodo de oscuridad, donde ni siquiera han jugado en la Superliga Serbia y sus apariciones en la Copa de Serbia no son muy frecuentes.

## Palmarés
- Segunda Liga de Yugoslavia: 1

1967/68
- Copa de Yugoslavia: 0
  - Finalista: 1

1967/68
- Tercera Liga de Yugoslavia: 4

1962/63, 1979/80, 1989/90, 1995/96
- Zona Niska: 2

1960/61, 1961/62
- Copa del Distrito de Bor y Zajekar: 5

1935/96, 1936/37, 1938/39, 1995/96, 1996/97
- Copa de la Asociación de Fútbol de Nis: 1

1953/54
- Trofeo RTB: 1

1957

## Participación en competiciones de la UEFA
| Temporada | Torneo                     | Ronda | Club              | Resultado |
| --------- | -------------------------- | ----- | ----------------- | --------- |
| 1968-69   | Recopa de Europa de fútbol | 1     | Slovan Bratislava | 0:3, 2:0  |